# Прайтенегг
Прайтенегг (нем. Preitenegg) — община в Австрии, в федеральной земле Каринтия.
Входит в состав округа Вольфсберг. Население составляет 957 человек (2016 года). Занимает площадь 68,36 км². Официальный код — 2 09 11.

## Политическая ситуация
Выборы — 2003
Бургомистр общины — Франц Коглер (АНП) по результатам выборов 2003 года.
Совет представителей общины (нем. Gemeinderat) состоит из 15 мест.
Распределение мест:
- АНП занимает 7 мест;
- СДПА занимает 6 мест;
- АПС занимает 2 места.

Выборы — 2009
Бургомистр общины — Франц Коглер (АНП) по результатам выборов 2009 года.
Совет представителей общины состоит из 15 мест.
Распределение мест:
- АНП занимает 9 мест;
- СДПА занимает 4 мест;
- АПС занимает 2 места.

Выборы — 2015
Бургомистр общины — Франц Коглер (АНП) по результатам выборов 2015 года.
Совет представителей общины состоит из 11 мест.
Распределение мест:
- АНП занимает 5 мест;
- СДПА занимает 4 мест;
- АПС занимает 2 места.